# Astrid Mignon Kirchhof
Astrid Mignon Kirchhof (* 1968 in München) ist eine deutsche Historikerin der neueren, neuesten und Zeitgeschichte.

## Leben
Kirchhof studierte von 1993 bis 1999 Geschichtswissenschaften in Berlin und Sydney. Sie wurde 2008 an der Technischen Universität Berlin mit ihrer Arbeit „Das Dienstfräulein auf dem Bahnhof. Frauen im öffentlichen Raum im Blick der Berliner Bahnhofsmission 1894–1939“ promoviert, die 2011 als Buch im Franz Steiner Verlag veröffentlicht wurde. Von 2010 bis 2014 war sie Principal Investigator der Deutschen Forschungsgemeinschaft an der Humboldt-Universität, Berlin. Im Anschluss daran verbrachte sie ein Jahr an der Georgetown University, Washington, DC, als Volkswagen Foundation Postdoctoral Fellow in the Humanities. Von 2016 bis 2019 arbeitete sie als wissenschaftliche Mitarbeiterin und anschließend Scholar-in-Residence am Deutschen Museum, München. Ab 2019 bis 2021 war sie wissenschaftliche Mitarbeiterin und Projektleiterin an der Sächsischen Akademie der Wissenschaften, Leipzig. Hier leitete sie das Projekt „Visualisierte Zeitzeugenschaft und multimediales Gedächtnis in der Wismut – 30 Jahre danach“. Von 2021 bis 2023 war Kirchhof wissenschaftliche Mitarbeiterin am Karlsruher Institut für Technologie im Institut für Technikfolgenabschätzung und Systemanalyse (ITAS). Hier war sie im Projekt „Endlagerung als soziotechnisches Projekt“ tätig.
Von Dezember 2023 bis Mai 2024 hat sie das Naturparkzentrums und Agrarmuseums Barnim Panorama in Wandlitz geleitet und wurde in die Fachkonferenz Geschichte der internationalen Nelson-Mandela-Schule in Berlin gewählt.
Astrid Kirchhof lebt mit ihrem Mann, dem australischen Biologen Tom Shatwell, und ihren beiden Söhnen in Berlin.

## Forschungstätigkeit
Ihre Forschung umfasst die transnationale deutsche Geschichte des 19. bis 21. Jahrhunderts in ihren ökologischen, technologischen, geschlechterhistorischen, migrationsgeschichtlichen und urbanen Dimensionen, insbesondere die Geschichte des Naturschutzes, der Technik und Energie, des Konflikts und der sozialen Bewegung sowie der Philanthropie- und Gendergeschichte. Sie ist Gründungsmitglied des Villigster Forschungsforum zu Nationalsozialismus, Rassismus und Antisemitismus und im Frauenausschuss der Society for Historians of American Foreign Relations (SHAFR). Darüber hinaus ist sie Mitglied in der European Society of Environmental History, dem Coordinating Council for Women in History (CCWH) sowie dem Arbeitskreis Historische Frauenforschung (AKHFG). 2020 wurde Kirchhof in den Wissenschaftlichen Beirat für die Ausstellung „Gras drüber… Bergbau und Umwelt im deutsch-deutschen Vergleich“ des Deutschen Bergbau-Museum Bochum berufen.

## Schriften

### Monographie
- Das Dienstfräulein auf dem Bahnhof: Frauen im öffentlichen Raum im Blick der Berliner Bahnhofsmission 1894–1939, (Stuttgart: Franz Steiner Verlag), 2011.

### Sammelbände (peer reviewed)
- Pathways Into and Out of Nuclear Power in Five Western European Countries. Austria, Denmark, Federal Republic of Germany, Italy, and Sweden, Deutsches Museum Studies 3, (München: Deutsches Museum), 2020. Rezension bei H-Soz-u-Kult: http://www.hsozkult.de/publicationreview/id/reb-49759
- (Mit John McNeill Hg.), Nature and the Iron Curtain. Environmental Policy and Social Movements in Communist and Capitalist Countries 1945–1990, (Pittsburgh: University of Pittsburgh Press), 2019.

### Herausgegebene Themenhefte in Fachzeitschriften (peer reviewed)
- (Mit Chris McConville, Hg.), Australian Journal of Politics and History H. 3, 61.2015: Transcontinental and Transnational Links in Social Movements and Environmental Policies in the 20th century. Rezension bei Connections. Clio Online: http://www.connections.clio-online.net/publicationreview/id/rezbuecher-26680.
- (Mit Carla MacDougall und Peter Ulrich Weiß, Hg.), Journal of Urban History H. 4, 41.2015: Protest in the City: Democracy and Dissent in 1980s Europe.
- (Mit Nina Leonhard, Hg.), Geschichte und Gesellschaft H. 1, 41. 2015: Gegenwelten.
- (Mit Jan-Henrik Meyer, Hg.), Historical Social Research H. 4, 39.2014: Global Protest against Nuclear Power. Transfer and Transnational Exchange in the 1970s and 1980.
- (Mit Laura Schibbe, Hg.), Ariadne, Forum für Frauen- und Geschlechtergeschichte, 64.2013: Umweltgeschichte und Geschlecht: von Antiatomkraftbewegung bis Ökofeminismus.

### Zeitschriftenaufsätze (peer reviewed)
- East-West German Transborder Entanglements through the Nuclear Waste Sites in Gorleben and Morsleben. In: Journal for the History of Environment and Society. Band 3, 2018, S. 145–173, doi:10.1484/J.JHES.5.116797 (academia.edu).
- Finding Common Ground in the Transnational Peace Movements, in: Australian Journal of Politics and History, Vol. 61 (2015), No. 3, S. 432–449.
- Astrid Mignon Kirchhof/Chris McConville, Introduction: Transcontinental and transnational links in social movements and environmental policies in the 20th century, in: Australian Journal of Politics and History, Vol. 61 (2015), No. 3, S. 331–338.
- „Der freie Mensch fordert keine Freiheiten, er lebt einfach.“ Die Nestoren des DDR Naturschutzes und die Herausbildung einer reformbewegten Gegenwelt, in: Geschichte und Gesellschaft 41. (2015), S. 71–106. Peer Reviewed.
- Nina Leonhard/Astrid Mignon Kirchhof, Einführung: Gegenwelten, in: Geschichte und Gesellschaft 41. (2015), S. 5–16.
- ‘For a decent quality of life’: Environmental groups in East and West Berlin, in: Journal of Urban History, 41(2015) No. 4, S. 625–646.
- Astrid Mignon Kirchhof/Carla MacDougall/Peter Ulrich Weiß, Introduction: Protest in the City: Democracy and Dissent in 1980s Europe in: Journal of Urban History, 41(2015) No. 4, S. 603–606.
- Spanning the Globe: Australian Protest against Uranium Mining and their West-German Supporters, in: Historical Social Research, Vol. 39 (2014), No. 1. S. 254–273.
- Astrid Mignon Kirchhof/Jan–Henrik Meyer, Introduction: Global Protest against Nuclear Power. Transfer and Transnational Exchange in the 1970s and 1980s, in: Historical Social Research, Vol. 39 (2014), No. 1. S. 165–190.
- Contemporary Ideas in a Traditional Mind-Set: The Nature Conservation Movement in Post War West-Germany 1945–1960, in: Ecozon@ 2 (2011) No.1, S. 34–47.

### Zeitschriftenaufsätze (Zeitschriften-intern peer-reviewed)
- Die Hinterlassenschaften des DDR-Natur- und Umweltschutzes im wiedervereinten Deutschland, in: Horch und Guck 3, erscheint 2023.
- Astrid Mignon Kirchhof/Jan-Henrik Meyer, Vielfach nachgefragt: Kernenergiegeschichte, in: Technikgeschichte 88, 2021, Heft 4, S. 391–398.
- Frauen in der Antiatomkraftbewegung. Am Beispiel der Mütter gegen Atomkraft, in: Ariadne. Forum für Frauen – und Geschlechtergeschichte 62 (2013), S. 48– 57.
- Geschlechterräume: Wie soziologische Raumtheorien für die Geschichtswissenschaft nutzbar gemacht werden können. Leitartikel in: Ariadne. Forum für Frauen- und Geschlechtergeschichte, 61 (2012), S. 6– 13.
- Der Internationale Verein der Freundinnen junger Mädchen und sein deutscher Ableger. 1877– 1918, in: Ariadne. Forum für Frauen- und Geschlechtergeschichte, 49 (2006), S. 58– 63.
- Vereint im Ringen um die Moral. Die Gefährdetenarbeit der Berliner Bahnhofsmission und ihre Zusammenarbeit mit der weiblichen Polizei in der Weimarer Republik und im »Dritten Reich« bis 1939, in: Klaus Dettmer (Hg.), Berlin in Geschichte und Gegenwart. Jahrbuch des Landesarchivs Berlin, Berlin 2004, S. 135– 149.
- ‘Gefährdete’ Frauen und ‘wandernde’ Männer. Fürsorge am Bahnhof im Berlin der Kaiserzeit, in: Informationen zur modernen Stadtgeschichte (IMS), 1 (2004), S. 38– 52.
- From Germany & Austria to Australia: experiences of Jewish women refugees in the 1930s, in: Australian Jewish Historical Society Journal, 15 (2000), S. 237– 251.
- Experiences of Jewish Women that Immigrated from Germany and Austria to Australia in the 1930s, in: Voiceprint. Newsletter of the NSW Branch of the Oral History Association of Australia, 20 (1999), S. 20– 30.

### Buchbeiträge
- The Impact of Actors on East German Nature Conservation and the European Environmental Consciousness in the long 20th Century, in: Eric Bussière/Anahita Grisoni/Hélène Miard/Christian Wenkel (Hg.), The Environment and European Public Sphere: Perception, Actors, Policies, (Winwick, Peterborough: White Horse Press), 2020.
- Astrid Mignon Kirchhof/Helmuth Trischler, The History behind West Germany’s Nuclear Phase-Out, in: Astrid Mignon Kirchhof (ed.), Pathways Into and Out of Nuclear Power in five Western European Countries. Austria, Denmark, Federal Republic of Germany, Italy, and Sweden, Deutsche Museum Studies, Volume 3 (München: Deutsches Museum Verlag), 2020, S. 124–169.
- Pathways into and out of Nuclear Power in Western Europe: An Introduction, in: Astrid Mignon Kirchhof (ed.), Pathways Into and Out of Nuclear Power in five Western European Countries. Austria, Denmark, Federal Republic of Germany, Italy, and Sweden, Deutsche Museum Studies, Volume 3 (München: Deutsches Museum Verlag), 2020, S. 7–35.
- Counterworlds: The Pioneers of Nature Conservation and Life Reform in East Germany, in: Sabine Mödersheim/Scott Moranda/Eli Rubin, Ecologies of Socialism, (Berlin: Peter Lang), 2019, S. 81–113.
- Astrid Mignon Kirchhof/J.R. McNeill, Environmentalism, Environmental Policy, Capitalism, and Communism. Introduction, in: Astrid Mignon Kirchhof/J.R. McNeill (Hg.), Nature and the Iron Curtain. Environmental Policy and Social Movements in Communist and Capitalist Countries 1945–1990, (Pittsburgh: University of Pittsburgh Press), 2019, S. 3–14.
- GDR’s Fight for Recognition of Sovereignity: Environmental Diplomacy as Strategic Means during Cold War Politics, in: Astrid Mignon Kirchhof/John McNeill (Hg.), Nature and the Iron Curtain. Environmental Policy and Social Movements in Communist and Capitalist Countries 1945–1990, (Pittsburgh: University of Pittsburgh Press), 2019, S. 219–232.
- Gelebte Überzeugung. Das Wirken von Erna und Kurt Kretschmann für den DDR Umwelt- und Naturschutz, in: Jutta Braun/Peter Ulrich Weiß (Hg.), Agonie und Aufbruch. Das Ende der SED-Herrschaft und die Friedliche Revolution in Brandenburg, (Potsdam: Brandenburgische Landeszentrale für politische Bildung), 2014, S. 190–211.
- Interactions between the Australian and German Environmental Movements, in: Manfred Jakubowski–Tiessen (Hg.), Von Amtsgärten und Vogelkojen. Beiträge zum Göttinger Umwelthistorischen Kolloquium 2011–2012, (Göttingen: Universitätsverlag), 2014, S. 67–77.
- Structural strains und die Analyse der Umweltbewegung seit den 1960er Jahren. Ein Vergleich externer Mobilitätsbedingungen in Ost- und Westberlin, in: Jürgen Mittag/Helke Stadtland (Hg.), Theoretische Ansätze und Konzepte in der Forschung über soziale Bewegungen in der Geschichtswissenschaft, (Essen: Klartext Verlag), 2014, S. 127–146.
- Tu dem Wald kein Leid, er ist der Heimat schönstes Kleid. Gründung und Entwicklung der Schutzgemeinschaft Deutscher Wald, in: Deutsches Historisches Museum (Hg.), Unter Bäumen. Die Deutschen und der Wald. Eine Kulturgeschichte, Ausstellungskatalog, (Dresden: Sandstein Verlag), 2011, S. 250–255.
- ’Der Mädchenhandel bildet nur die hässlichste Blüte an dem Giftbaum der Prostitution‘. Die Zusammenarbeit des Deutschen Nationalkomitees zur Bekämpfung des Mädchenhandels mit der Evangelischen Bahnhofsmission 1899–1939, in: Gisela Hauss/Susanne Maurer (Hg.), Migration, Flucht und Exil im Spiegel der Sozialen Arbeit, (Bern u.a: Haupt Verlag), 2010, S. 101–123.
- Die evangelische Bahnhofsfürsorge im Berlin der 1920er und 1930er Jahre, in: Beate Althammer (Hg), Bettler in der europäischen Stadt der Moderne. Zwischen Barmherzigkeit, Repression und Sozialreform, (Frankfurt am Main: Peter Lang Verlag), 2007, S. 227–256.